# Souffle des réacteurs

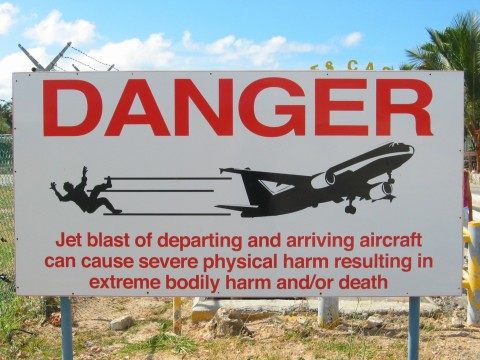
Signalisation près de l'Aéroport international Princesse-Juliana sur le danger du souffle des réacteurs pour les personnes au sol.

Le souffle des réacteurs est un phénomène formé par le mouvement rapide de l'air soufflé par les réacteurs d'un avion, notamment lors des phases d'atterrissage et de décollage.

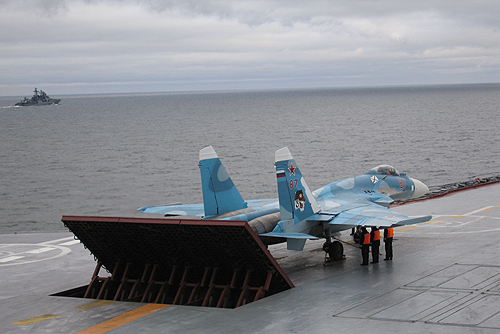
Un Soukhoï Su-33 prêt au décollage sur l’Amiral Kouznetsov en 2008.

Ce souffle constitue un danger sérieux pour les personnes ou les objets situés derrière l'appareil. Les porte-avions modernes sont habituellement munis de déflecteurs de souffle escamotables.